# Тврђава Сребреник
Сребреник је тврђава у Босни и Херцеговини која се налази изнад истоименог насеља, северно од Тузле, на простору некадашње жупе Усора која је током средњег века била поприште сталних сукоба Босне и Мађарске, а од XV века и Османског царства. Смештена је на усамљеној каменој стени и једини начин уласка у њу је дрвени мост који преко провалије повезује саму стену са остатком узвишице, што је чини неосвојивом на јуриш. Први пут се помиње 15.03.1333. године у уговору који су под Сребреником (тзв. Сребреничка повеља) закључили бан Босне Стефан II (1322-1353) са једне и представници Дубровачке републике са друге стране о уступању Стона, Пељешца, Превлаке и још неких поседа републици у замену за годишњи данак од 500 перпера.
У тој повељи, написаној у четири примерка, пише да су два примерка написана на латинском, а два на српском језику. Од 1393. године када су га Мађари први пут заузели, па до 1512. када су га Османлије коначно и трајно заузеле, више пута је освајан и опседан. Данас су од некадашње тврђаве остале добро очуване рушевине које се и даље монументално уздижу над околином.

## Називи
Сребреник или Ср`брник (како је први пут забележен 1333. године) се као важна историјска утврда у том делу Европе, помињао и у историјским документима писаним на другим језицима у којима су се јављали називи који јасно воде порекло од његовог имена у српском језику које је изведено од речи сребро. У мађарском језику се јавља као:
у латинском и италијанском као:
док се у немачком јављао као:

## Изглед утврде
Сребреник се састоји из три дела која се надовезују један на други са 4 куле и омањим дворцем. До улазне градске капије се стиже дрвеним мостом преко провалије, који се у случају опасности лако могао уклонити. Доњи Град чини улазна квадратна четворострана кула-капија са помоћном зградом и двориштем. Одатле се поред округле четворостране куле стиже до платоа на коме се налази касарна, одакле, поред квадратне четворостране куле воде камене степенице до пешачке капије Горњег Града односно Сребреничке цитаделе. У цитадели се налази мањи дворац, поред кога је на врху стене изнад улазне градске куле-капије смештен велики округли четворострани Донжон.